# Тростя (присілок)
Тростя (рос. Тростье) — присілок в Жуковському районі Калузької області Російської Федерації.
Населення становить 292 особи. Входить до складу муніципального утворення Присілок Тростя.

## Історія
Від 2004 року входить до складу муніципального утворення Присілок Тростя

## Населення
| 2002 | 2010 |
| ---- | ---- |
| 675  | ↘292 |